# Megan Thee Stallion
Megan Thee Stallion, de son vrai nom Megan Jovon Ruth Pete, est née le 15 février 1995 à San Antonio (Texas), est une rappeuse américaine. Elle publie son EP Tina Snow en juin 2018, puis signe chez 300 Entertainment en novembre 2018, faisant d'elle la première rappeuse du label. Son premier projet musical complet, nommé Fever, a été publié le 17 mai 2019.

## Biographie

### Enfance et éducation
De parents jamaïcains, Megan Pete est née à San Antonio et a grandi à Houston. Sa mère, Holly Thomas, rappait sous le nom de Holly-Wood et emmenait sa fille avec elle à des séances d'enregistrement. Au lieu de la placer en garderie, Megan était plutôt amenée au studio par sa mère.
Elle a commencé à écrire ses propres raps à l'âge de 14 ans. Quand elle a révélé à sa mère qu'elle voulait faire du rap, Thomas lui a demandé d'attendre jusqu'à 21 ans pour poursuivre sa carrière de rappeuse. Sa mère, bien qu'impressionnée par ses talents de rappeuse, a déclaré que ses paroles étaient trop suggestives pour son jeune âge. Une fois qu'elle a commencé à rapper, elle a continué à écrire des paroles sexuelles de ratchet (en), terme argotique du milieu hip-hop américain désignant à l'origine une « femme grossière », mais repris et revendiqué depuis par de nombreuses femmes afro-américaines.
L'artiste a adopté le nom de scène Megan Thee Stallion, car elle a été qualifiée d'étalon pendant son adolescence en raison de sa taille. Elle mesure 1,78 mètre.
Par la suite, elle a repris ses études en administration de la santé à la Texas Southern University, où elle était étudiante en troisième année en 2019,,,,.

### Carrière
En 2016, Megan a sorti sa première mixtape, Rich Ratchet, et son premier single, « Like a Stallion », a été produit par TA. L'année suivante, elle sort son premier EP, Make It Hot . Une chanson de son EP, « Last Week in H TX », a été vue quatre millions de fois sur YouTube. En 2017, elle publie une vidéo, « Stalli (Freestyle) », qui est une reprise de la chanson « Look At Me! » de XXXTentacion,,,.
En 2018, elle a signé avec 1501 Certified Entertainment, une marque indépendante basée à Houston et appartenant à l'ancien joueur de baseball Carl Crawford. Elle s'est ensuite produite à SXSW en mars 2018. En juin de la même année, elle publie un EP de 10 chansons sous le label Tina Snow. Il porte le nom de son alter ego, qu'elle décrit comme « une version plus crue » d'elle-même. Elle a déclaré dans une interview qu'elle n'avait pas peur de parler de sexualité et qu'elle ne se sentait pas enfermée dans la dichotomie « intelligente » ou « extraordinaire ». Il a été positivement accueilli par le critique Eric Torres de Pitchfork.com qui a écrit « elle a fourni de nombreux hymnes fantastiques avec des paroles à citer contre les hommes sournois ». Nandi Howard de The Fader a évoqué sa capacité à faire du rap avec « un rythme électrisant et précision ».
En novembre 2018, elle a annoncé qu'elle avait signé avec 300 Entertainment, la première rappeuse à être signée par le label.
Le 15 avril 2019, Megan a réalisé sa première apparition au Billboard Hot 100 à la place 99 avec son single « Big Ole Freak ». Le single est issu de son EP Tina Snow et un clip a été publié pour ce titre. Le single « Is it Love This Time » est échantillonné tout au long du single.
Sa mixtape, Fever, est sorti le 17 mai 2019. Elle a reçu des critiques généralement positives. Taylor Crumpton de Pitchfork.com lui a attribué une note de 8/10  et a écrit : « La livraison de barres parfaitement exécutées par Megan est comparable à une succession de mitrailleuses entièrement automatiques ». Dans Fader, Amani Bin Shikhan a déclaré dans une critique : « C’est la magie de son appel et la magie de Fever : écouter Thee Stallion donne envie d’écouter les conseils de votre petite amie la plus divertissante, en vous réprimandant amoureusement ensemble et merde pour un vrai. » 
Le 21 mai 2019, elle a publié un clip pour l'ouverture de son album « Realer », inspiré du style de film de blaxploitation.
Le 9 août 2019, Megan sort le single Hot Girl Summer en featuring avec la rappeuse américaine Nicki Minaj. Le titre remporte le prix de « Best Power Anthem » lors de la cérémonie des MTV Video Music Awards 2019.
Dans une interview avec Refinery29 en 2019, elle parle de son intérêt pour les films d'horreur et annonce qu'elle est en train d'écrire son premier film. Son désir de produire des films d'horreur vient de sa conviction que les scénarios actuels du genre sont convenus, décevants et répétitifs.
En 2020, elle enregistre la chanson Diamonds en collaboration avec la chanteuse américaine Normani. Composée spécialement pour le film Birds of Prey, la chanson est également le premier single officiel de sa bande originale. En mai 2020, la rappeuse fait partie du jury principal de l'émission de télé-réalité et compétition de voguing, Legendary, diffusée sur HBO Max. En aout 2020 sort le single WAP de Cardi B, Megan y interprète un couplet et une partie du refrain. Bien que les paroles explicites et le clip fassent polémique, le single atteint la première place du Billboard Hot 100.
Après trois Mixtapes, elle sort finalement son premier album Good News le 20 novembre 2020. L'album contient notamment le single Body qui a été popularisé grâce à la plateforme TikTok.
En 2021, Megan est nommée quatre fois au Grammy Award 2021. Elle remportera trois de ces prix dont celui de la meilleure nouvelle artiste (Best New Artist).
Le 22 octobre 2021, Megan apparaît en collaboration avec Lisa, et Ozuna sur le single SG de DJ Snake.
Son dernier album traumazine sort le 12 août 2022, malgré les conflits avec son label. Elle a fait appel à beaucoup de chanteurs pour cet album, comme Dua Lipa, Future, Key Glock, Latto, Pooh Shiesty, Rico Nasty, Jhene Aiko, Lucky Daye et Mike D, Big Pokey, Lil' Keke, Sauce Walka.
Fait un peu inattendu, une version non-explicit est sortie complète, et même avant la version d’origine sur Deezer.
Le clip de “her” a déjà fait 4,7 M de vues sur YouTube en 2 semaines.

### Talent artistique
Megan est connue pour sa confiance, ses paroles sensuelles et explicites. Elle présente sa sexualité à travers ses paroles, ses vidéos et ses performances. Dans une interview avec Pitchfork, elle a déclaré : « Il ne s'agit pas seulement d'être sexy mais aussi confiant, et également pour moi d'avoir confiance en ma sexualité. » 
Dans une interview avec Rolling Stone, elle a déclaré : « Je ne pense pas que nous ayons jamais eu une rappeuse venant de Houston ou du Texas et qui a fermé sa gueule. C'est donc de là que je viens. » 
Elle cite Pimp C, Biggie Smalls et Three 6 Mafia comme ses plus grandes influences,,,,.

## Vie privée
Son père est décédé durant sa première année de lycée .
Le 22 mars 2019, elle a annoncé sur son compte Instagram que sa mère, Holly Thomas, était décédée. Elle a déclaré dans un autre message que sa mère était décédée d'une tumeur cancéreuse au cerveau de longue date.
Sa mère a influencé sa décision d'obtenir son diplôme en administration de la santé et a également contribué à développer son désir de créer des centres de vie assistée dans la ville de son état natal du Texas à Houston.
Son meilleur ami Jude Queyranne a été une source d’inspiration pour elle. D’ailleurs il fait la voix enfantine qu’on suit tout le long de son tube à succès Eat It.
Le 15 juillet 2020, Megan Thee Stallion déclare sur son compte Instagram avoir été touchée et blessée par plusieurs balles le 12 juillet 2020. Les officiers de police la conduisent à l’hôpital où elle subit une intervention chirurgicale pour extraire les balles.
Megan Thee Stallion accuse le rappeur Tory Lanez d'être l'auteur des coups de feu.
Après une longue bataille judiciaire et médiatique, celui-ci est finalement reconnu coupable des faits en décembre 2022.
Depuis juillet 2025 et à l'occasion du Pete & Thomas Foundation red carpet, Megan a officialisé sa relation avec le joueur de basket-ball Klay Thompson.

## Discographie

### Albums studio
- 2020 - Good News
- 2022 - Traumazine
- 2024 - MEGAN

### E.P.
- 2017 - Make It Hot
- 2018 - Tina Snow
- 2020 - Suga

### Mix tapes
- 2016 - Rich Ratchet
- 2017 - Megan Mix
- 2019 - Fever
- 2021 - Something for Thee Hotties
- 2024 - MEGAN: ACT II

### Singles
- 2018 - Big Ole Freak
- 2019 - Hot Girl Summer (collaboration Nicki Minaj et Ty Dolla Sign)
- 2020 - B.I.T.C.H.
- 2020 - Savage Remix (collaboration Beyonce)
- 2020 - Body
- 2021 - Cry Baby (collaboration DaBaby)
- 2021 - Movie (collaboration Lil Durk)
- 2021 - Thot Shit
- 2022 - Sweetest Pie (collaboration Dua Lipa)
- 2022 - Plan B
- 2022 - Precioulous (collaboration Future)
- 2022 - Her
- 2023 - Cobra
- 2024 - Hiss
- 2024 - BOA
- 2024 - Mamushi (collaboration Yuki Chiba)
- 2024- Neva Play (collaboration RM)
- 2024- Bigger in Texas
- 2024 - Roc Steady (collaboration Flo Milli)
- 2025 - Whenever

### Tournées
- 2024 - Hot Girl Summer Tour[39],[40].

### Collaborations
| Année | Titre                         | Artiste en featuring                             | Nationalité de l'artiste   | Album                                                                 |
| ----- | ----------------------------- | ------------------------------------------------ | -------------------------- | --------------------------------------------------------------------- |
| 2018  | Make A Bag                    | Moneybagg Yo                                     | Drapeau des États-Unis     | Tina Snow                                                             |
| 2018  | Drippin' and Drillin'         | Bravo                                            | Drapeau des États-Unis     | -                                                                     |
| 2018  | Poledancer                    | Wale                                             | Drapeau des États-Unis     | Wow...That's Crazy (en)                                               |
| 2019  | Talk (Remix)                  | Khalid et Yo Gotti                               | Drapeau des États-Unis     | -                                                                     |
| 2019  | Bestie                        | Bhad Bhabie                                      | Drapeau des États-Unis     | -                                                                     |
| 2019  | Shotta                        | Young Nudy (en) et Pi'erre Bourne                | Drapeau des États-Unis     | Sli'merre (en)                                                        |
| 2019  | She Live                      | Maxo Kream (en)                                  | -                          | Brandon Banks (en)                                                    |
| 2019  | Cash Shit                     | DaBaby                                           | Drapeau des États-Unis     | Fever (en)                                                            |
| 2019  | Simon Says                    | Juicy J                                          | Drapeau des États-Unis     | Fever (en)                                                            |
| 2019  | Three Point Stance            | Juicy J et City Girls                            | Drapeau des États-Unis     | -                                                                     |
| 2019  | Handsome                      | Chance the Rapper                                | Drapeau des États-Unis     | The Big Day (en)                                                      |
| 2019  | Hot Girl Summer               | Nicki Minaj et Ty Dolla Sign                     | et                         | -                                                                     |
| 2019  | Pastor                        | Quavo et City Girls                              | Drapeau des États-Unis     | Control the Streets, Volume 2 (en)                                    |
| 2019  | Big Booty                     | Gucci Mane                                       | Drapeau des États-Unis     | Woptober II (en)                                                      |
| 2019  | Pose                          | Yo Gotti et Lil Uzi Vert                         | Drapeau des États-Unis     | Untrapped (en)                                                        |
| 2019  | Ride Or Die                   | VickeeLo                                         | Drapeau des États-Unis     | Queen & Slim: The Soundtrack (en)                                     |
| 2020  | Diamonds                      | Normani                                          | Drapeau des États-Unis     | Birds of Prey (film)                                                  |
| 2020  | All Dat                       | Moneybagg Yo                                     | Drapeau des États-Unis     | Time Served (en)                                                      |
| 2020  | Fkn Around                    | Phony Ppl (en)                                   | Drapeau des États-Unis     | Euphonyus                                                             |
| 2020  | Hit My Phone                  | Kehlani                                          | Drapeau des États-Unis     | Suga (en)                                                             |
| 2020  | Stop Playing                  | Gunna                                            | Drapeau des États-Unis     | Suga (en)                                                             |
| 2020  | FREAK                         | Tyga                                             | Drapeau des États-Unis     | -                                                                     |
| 2020  | NASTY                         | Ashanti et DaBaby                                | Drapeau des États-Unis     | Blame It on Baby (en)                                                 |
| 2020  | Y U Mad                       | Wiz Khalifa, Ty Dolla Sign et Mustard            | Drapeau des États-Unis     | The Saga of Wiz Khalifa                                               |
| 2020  | Savage (Remix)                | Major Lazer                                      | Drapeau des États-Unis     | -                                                                     |
| 2020  | RNB                           | Young Dolph                                      | Drapeau des États-Unis     | Rich Slave (en)                                                       |
| 2020  | WAP                           | Cardi B                                          | Drapeau des États-Unis     | -                                                                     |
| 2020  | Savage (Remix)                | Beyoncé                                          | Drapeau des États-Unis     | -                                                                     |
| 2020  | Don't Stop                    | Young Thug                                       | Drapeau des États-Unis     | -                                                                     |
| 2020  | 34+35 (Remix)                 | Ariana Grande et Doja Cat                        | Drapeau des États-Unis     | Positions (Deluxe)                                                    |
| 2020  | THICK                         | DJ Chose                                         | Drapeau des États-Unis     | MULTI                                                                 |
| 2020  | Cry Baby                      | DaBaby                                           | Drapeau des États-Unis     | Good News (en)                                                        |
| 2020  | Do It On The Tip              | City Girls                                       | Drapeau des États-Unis     | Good News (en)                                                        |
| 2020  | Movie                         | Lil Durk                                         | Drapeau des États-Unis     | Good News (en)                                                        |
| 2020  | Freaky Girls                  | SZA                                              | Drapeau des États-Unis     | Good News (en)                                                        |
| 2020  | Intercourse                   | Popcaan et Mustard                               | et                         | Good News (en)                                                        |
| 2020  | Go Crazy                      | Big Sean et 2 Chainz                             | Drapeau des États-Unis     | Good News (en)                                                        |
| 2020  | Don't Stop                    | Young Thug                                       | Drapeau des États-Unis     | Good News (en)                                                        |
| 2020  | SHE GON POP IT                | Juicy J et Ty Dolla Sign                         | Drapeau des États-Unis     | The Hustle Continues (en)                                             |
| 2021  | Body                          | Joel Corry                                       | Drapeau du Royaume-Uni     | -                                                                     |
| 2021  | I'm A King                    | Bobby Sessions (en)                              | Drapeau des États-Unis     | El Rey De Zamunda 2 (Amazon Original Motion Picture Soundtrack) Album |
| 2021  | Pop It                        | Bankroll Freddie (en)                            | Drapeau des États-Unis     | Big Bank                                                              |
| 2021  | On Me (Remix)                 | Lil Baby                                         | Drapeau des États-Unis     | -                                                                     |
| 2021  | I DID IT                      | DJ Khaled, Post Malone, Lil Baby et DaBaby       | - et                       | Khaled Khaled (en)                                                    |
| 2021  | Bad Bitches                   | Marshmello et Nitti (en)                         | Drapeau des États-Unis     | Shockwave (en)                                                        |
| 2021  | Beautiful Mistakes            | Coldplay                                         | Drapeau du Royaume-Uni     | Jordi (en)                                                            |
| 2021  | No Pressure                   | Bodybangers, DreBae et Lotus                     | , et -                     | -                                                                     |
| 2021  | Butter (Remix)                | BTS                                              | Drapeau de la Corée du Sud | -                                                                     |
| 2021  | DOLLA SIGN SLIME              | Lil Nas X                                        | Drapeau des États-Unis     | Tales of Dominica (en)                                                |
| 2021  | Crazy Family                  | Maluma et Rock Mafia (en)                        | et                         | La Famille Addams 2 : Une virée d'enfer                               |
| 2021  | SG                            | DJ Snake, Ozuna et Lisa (Blackpink)              | -, et                      | -                                                                     |
| 2021  | Trippy Skit                   | Juicy J                                          | Drapeau des États-Unis     | Something for Thee Hotties (en)                                       |
| 2021  | VickeeLo and Dino Btw Skit    | VickeeLo et Dino Btw                             | Drapeau des États-Unis     | Something for Thee Hotties (en)                                       |
| 2021  | It Was A...(Masked Christmas) | Jimmy Fallon et Ariana Grande                    | Drapeau des États-Unis     | Holiday Seasoning (en)                                                |
| 2022  | Lick                          | Shenseea (en)                                    | Drapeau de la Jamaïque     | Alpha (en)                                                            |
| 2022  | Sweetest Pie                  | Dua Lipa                                         | -                          | Traumazine (en)                                                       |
| 2022  | Sweetest Pie (Remix)          | Dua Lipa et David Guetta                         | - et                       | Sweetest Pie (Remixes)                                                |
| 2022  | Pressurelicious               | Future                                           | -                          | Traumazine (en)                                                       |
| 2022  | Ungrateful                    | Key Glock                                        | Drapeau des États-Unis     | Traumazine (en)                                                       |
| 2022  | Budget                        | LATTO                                            | Drapeau des États-Unis     | Traumazine (en)                                                       |
| 2022  | Who Me                        | Pooh Shiesty                                     | Drapeau des États-Unis     | Traumazine (en)                                                       |
| 2022  | Scary                         | Rico Nasty                                       | Drapeau des États-Unis     | Traumazine (en)                                                       |
| 2022  | Constitency                   | Jhené Aiko                                       | Drapeau des États-Unis     | Traumazine (en)                                                       |
| 2022  | Star                          | Lucky Daye (en)                                  | Drapeau des États-Unis     | Traumazine (en)                                                       |
| 2022  | Southside Royalty Freestyle   | Sauce Walka (en), Big Pokey, Lil' Keke et Mike D | Drapeau des États-Unis     | Traumazine (en)                                                       |
| 2022  | Get It On The Floor           | J. Alphonse Nicholson (en)                       | Drapeau des États-Unis     | P-Valley: Season 2 (Music From the Original TV Series) Album          |
| 2023  | Bongos                        | Cardi B                                          | Drapeau des États-Unis     | -                                                                     |
| 2023  | Cobra (Rock Remix)            | Spiritbox                                        | Drapeau du Canada          | -                                                                     |
| 2023  | Not My Fault                  | Reneé Rapp                                       | Drapeau des États-Unis     | Mean Girls : Lolita malgré moi                                        |
| 2023  | Hell No!                      | Danielle Brooks et Timbaland                     | Drapeau des États-Unis     | La Couleur pourpre (film)                                             |
| 2024  | Wanna Be                      | GloRilla                                         | Drapeau des États-Unis     | -                                                                     |
| 2024  | Wanna Be (Remix)              | GloRilla et Cardi B                              | Drapeau des États-Unis     | -                                                                     |
| 2024  | Sunday Service (Remix)        | LATTO et Flo Milli (en)                          | Drapeau des États-Unis     | Sugar Honey Iced Tea (en)                                             |
| 2024  | B.A.S                         | Kyle Richh                                       | Drapeau des États-Unis     | MEGAN (en)                                                            |
| 2024  | Mamushi                       | Yuki Chiba                                       | Drapeau du Japon           | MEGAN (en)                                                            |
| 2024  | Accent                        | GloRilla                                         | Drapeau des États-Unis     | MEGAN (en)                                                            |
| 2024  | Paper Together                | UGK                                              | Drapeau des États-Unis     | MEGAN (en)                                                            |
| 2024  | Spin                          | Victoria Monét                                   | Drapeau des États-Unis     | MEGAN (en)                                                            |
| 2024  | Miami Blue                    | Big K.R.I.T. et Buddah Bless (en)                | Drapeau des États-Unis     | MEGAN (en)                                                            |
| 2024  | Squeeze                       | LATTO                                            | Drapeau des États-Unis     | Sugar Honey Iced Tea (en)                                             |
| 2024  | We Will Rock You (Remix)      | Queen                                            | Drapeau du Royaume-Uni     | -                                                                     |
| 2024  | BBA                           | Paris Hilton                                     | Drapeau des États-Unis     | Infinite Icon (en)                                                    |
| 2024  | Neva Play                     | RM (BTS)                                         | Drapeau de la Corée du Sud | -                                                                     |
| 2024  | HOW I LOOK                    | GloRilla                                         | Drapeau des États-Unis     | Glorious (en)                                                         |
| 2024  | Roc Steady                    | Flo Milli (en)                                   | Drapeau des États-Unis     | MEGAN: ACT II (en)                                                    |
| 2024  | Mamushi (Remix)               | TWICE                                            | , et                       | MEGAN: ACT II (en)                                                    |
| 2024  | TYG                           | Spiritbox                                        | Drapeau du Canada          | MEGAN: ACT II (en)                                                    |
| 2024  | Strategy                      | TWICE                                            | , et                       | Strategy (en)                                                         |
| 2025  | Rapunzel                      | Lisa (Blackpink)                                 | Drapeau de la Thaïlande    | Alter Ego (en)                                                        |

## Filmographie

### Cinéma
- 2023 : Dicks : The musical : Gloria
- 2023 : RENAISSANCE : A film by Beyoncé : elle-même

- 2024 : Mean Girls : Lolita malgré moi (Mean Girls) : elle-même

### Télévision
- 2020 : Good Girls : Strip-teaseuse (saison 3 - épisode 8)
- 2020 : Legendary : Elle-même en tant que juge principale (saison 1 et saison 2)
- 2022 : She-Hulk : Avocate : Elle-même (saison 1 - épisode 3)
- 2022 : P-Valley : Rappeuse, Tina Snow (saison 2 épisode 9)
- 2023 : Big Mouth : Megan la hormone « monster »